# Agostino Cacciavillan
Agostino Cacciavillan (Novale di Valdagno, 14 de agosto de 1926 – Vaticano, 5 de março de 2022) foi um cardeal italiano, que atuou no serviço diplomático da Santa Sé, presidente-emérito da Administração do Patrimônio da Sé Apostólica.

## Biografia
Estudou no Seminário de Vicenza, na Pontifícia Universidade Gregoriana, onde obteve licenciatura em ciências sociais; na Universidade de Roma "La Sapienza", onde obteve o doutorado em jurisprudência, na Pontifícia Universidade Lateranense, onde obteve o doutorado em direito canônico e na Pontifícia Academia Eclesiástica (diplomacia), todas em Roma.
Foi ordenado persbítero em 26 de junho de 1949. Foi vigário cooperador da Paróquia Santa Maria in Colle, em Bassano del Grappa. Trabalhou alguns meses na Secretaria de Estado da Santa Sé, antes de se tornar secretário da nunciatura nas Filipinas, cargo que exerceu entre 1960 e 1964; depois foi secretário da nunciatura na Espanha (1964-1968), de onde seguiu para a nunciatura em Lisboa, 1968. De 1969 a 1974, trabalhou na Secretaria de Estado, onde também foi chefe do Gabinete de Informação e Documentação. Em 26 de agosto de 1973, foi nomeado Prelado de honra de Sua Santidade.
Nomeado pró-núncio apostólico no Quênia e delegado apostólico nas Seychelles em 17 de janeiro de 1976, foi consagrado arcebispo-titular de Amiterno em 28 de fevereiro, na Basílica de São Pedro, por Jean Villot, Cardeal Secretário de Estado, assistido por Duraisamy Simon Lourdusamy, arcebispo-emérito de Bangalore, secretário da Congregação para a Evangelização dos Povos, e por Carlo Fanton, bispo-titular de Bennefa, bispo-auxiliar de Vicenza. No Quênia também foi observador permanente perante os órgãos da Organização das Nações Unidas para o Meio Ambiente e o Habitat. Foi transferido para a Nunciatura apostólica na Índia em 9 de maio de 1981 e, em 30 de abril de 1985, o primeiro pró-núncio no Nepal. Depois foi transferido para a Nunciatura apostólica nos Estados Unidos, em 13 de junho de 1990, sendo também observador permanente perante a Organização dos Estados Americanos, onde permaneceu até 5 de novembro de 1998, quando foi nomeado Presidente da Administração do Patrimônio da Sé Apostólica.
Em 21 de janeiro de 2001, foi anunciada a sua criação como cardeal pelo Papa João Paulo II, no Consistório de 21 de fevereiro, em que recebeu o barrete vermelho e o título de Cardeal-diácono de Ss. Angeli Custodi a Città Giardino.
Renunciou à presidência em 1 de outubro de 2002. Em um consistório ordinário público, no dia 1 de março de 2008, foi confirmado pelo Papa Bento XVI como cardeal protodiácono do Colégio de Cardeais. Em outro consistório, este no dia 21 de fevereiro de 2011, o Papa Bento XVI o elevou de cardeal-diácono a ordem de cardeal-presbítero pro hac vice, dessa forma, deixando de ser o protodiácono.
Agostino morreu no dia 5 de março de 2022, aos 95 anos de idade, na Cidade do Vaticano.

## Conclaves
- Conclave de 2005 - participou da eleição de Joseph Ratzinger como Papa Bento XVI.
- Conclave de 2013 - não participou da eleição de Jorge Mario Bergoglio como Papa Francisco, pois perdeu o direito ao voto em 14 de agosto de 2006.

## Publicações
- Il dominio delle cose esteriori e la proprietà privata nel pensiero di S. Tommaso d'Aquino, Istituto padano di arti grafiche, Rovigo 1951.
- Appunti sul rapporto tra economia e diritti, 1954.
- Alle origini della delegazione apostolica nelle Filippine. La delegazione di mons. Placide-Louis Chapelle (1899-1901), Città del Vaticano 1962.
- Italian missionaries in the Philippines, Manila 1964.
- Amore e verità. La missione di un nunzio, Libreria Editrice Vaticana, Città del Vaticano 2001.
- Due omelie salesiane, Libreria Editrice Vaticana, Città del Vaticano 2002.
- Patrone d'Europa, Libreria Editrice Vaticana, Città del Vaticano 2002.
- Indian church sharing. Dialogue and mission, Mar Thoma Togam, Roma 2003.
- La nona Settimana Montiniana di Concesio (Brescia), Brescia 2008.
- Prefazione in Paulo VI, Voi siete figli dei santi. Paolo VI ai carmelitani, Graphe.it edizioni, Perugia 2008 – ISBN 978-88-89840-38-2
- L'Emmanuele, Dio con noi, Libreria Editrice Vaticana, Città del Vaticano – ISBN 978-88-209-8956-9